# Hella (компания)
Hella — немецкий производитель автомобильных комплектующих со штаб-квартирой в Липпштадте (Германия). Компания разрабатывает и производит светотехнику и электронику для автомобильной промышленности.

## История
Салли Виндмюллер (Sally Windmüller) в 1899 году основал компанию под названием Westfälische Metall-Industrie Aktien-Gesellschaft (WMI, акционерное общество «Металлообрабатывающая промышленность Вестфалии») Изначально она специализировалась на производстве фонарей и керосиновых ламп для железнодорожных вагонов, экипажей и велосипедов. К 1905 году в компании работало 200 человек, она экспортировала продукцию в большинство стран Западной Европы, Венгрию и Россию. В 1908 году компания начала выпускать фонари на основе электрических ламп, разработанных Osram. Торговая марка Hella впервые появилась также в 1908 году и первоначально использовалась для ацетиленовых фар. Основной версией происхождения название является то, что основатель хотел почтить имя своей жены Хелен, сокращённо «Hella», добавив в него окончание от слова «heller» — (в переводе с немецкого — светлее). С 1926 года бренд Hella начал использоваться для всей продукции компании.
В годы Первой мировой войны компания утратила поступления от экспорта, но продолжала процветать за счёт производства стрелкового оружия, гранат и другой военной продукции. Однако, с поражением Германии в войне, положение компании резко ухудшилось; из-за нехватки сырья Салли Виндмюллер начал скупать под видом металлолома списанное оружие, что было запрещено законом. В результате начавшегося уголовного преследования Виндмюллер потерял контроль над компанией.
В 1923 году компанию возглавил Оскар Эдуард Гук (Oskar Eduard Hueck), ранее его фирма была основным поставщиком латунных заготовок для WMI. В 1920-е годы ассортимент продукции пополнился клаксонами, зеркалами заднего вида, прикуривателями, стеклоочистителями и другими комплектующими. В 1936 году WMI стала эксклюзивным поставщиков фар для Ford, к 1939 году американская компания стала крупнейшим клиентом WMI, но с началом Второй мировой войны отношения прервались.
За годы Второй мировой войны заводы компании почти не пострадали, и она смогла быстро вернуться к довоенным показателям деятельности. Она стала основным поставщиком светотехники для концерна Volkswagen, а также возобновила отношения с Ford. В 1951 году был открыт завод в Вембахе, позже был построен новый завод в Липпштадте, куплены заводы в Бремене, Реклингхаузене, Хамме и Неллингене. В 1961 году в Австралии было открыто первое зарубежное предприятие, за ним последовали заводы в Южной Америке, Азии и Западной Европе. В 1986 году WMI была переименована в Hella KGaA Hueck & Co. В 1990-х годах компания расширила деятельность в Восточную Германию, Чехию, Словакию и Словению. В 1991 году компания представила первые ксеноновые лампы для фар.
С начала 1990-х годов Hella также стала участником нескольких совместных предприятий с другими поставщиками автомобильных комплектующих, такими как HBPO GmbH и BHTC GmbH в Липпштадте, что позволило расширить сферу деятельности и снизить расходы на новые разработки. Партнёрами Hella также были Mahle Behr, Plastic Omnium, Samlip, Leoni, Mando, TMD Friction и InnoSenT GmbH. Кроме того, существует холдинг Hella Stanley образованный совместно с Stanley Electric Co., Ltd., основанный в 2002 году и находящийся в Мельбурне.
В 2012 году Hella начала сотрудничество с китайским автопроизводителем BAIC, целью которого является разработка и производство осветительных систем, предназначенных для китайского рынка.
В октябре 2014 года компания провела IPO на Франкфуртской фондовой бирже, через год её акции были включены во второй по значимости биржевой индекс Германии MDAX.
В сентябре 2018 года Hella построила новый завод Каунасе (Литва), стоимостью 30 млн евро, здесь производятся датчики, линейные приводы и различные компоненты фотоэлектроники, на предприятии работает более 180 человек.
В 2022 году произошло слияние Hella с французским производителем автокомплектующих Faurecia; объединённая компания стала называться Forvia, она стала 7-м крупнейшим в мире поставщиком комплектующих для автомобильной промышленности.

## Деятельность

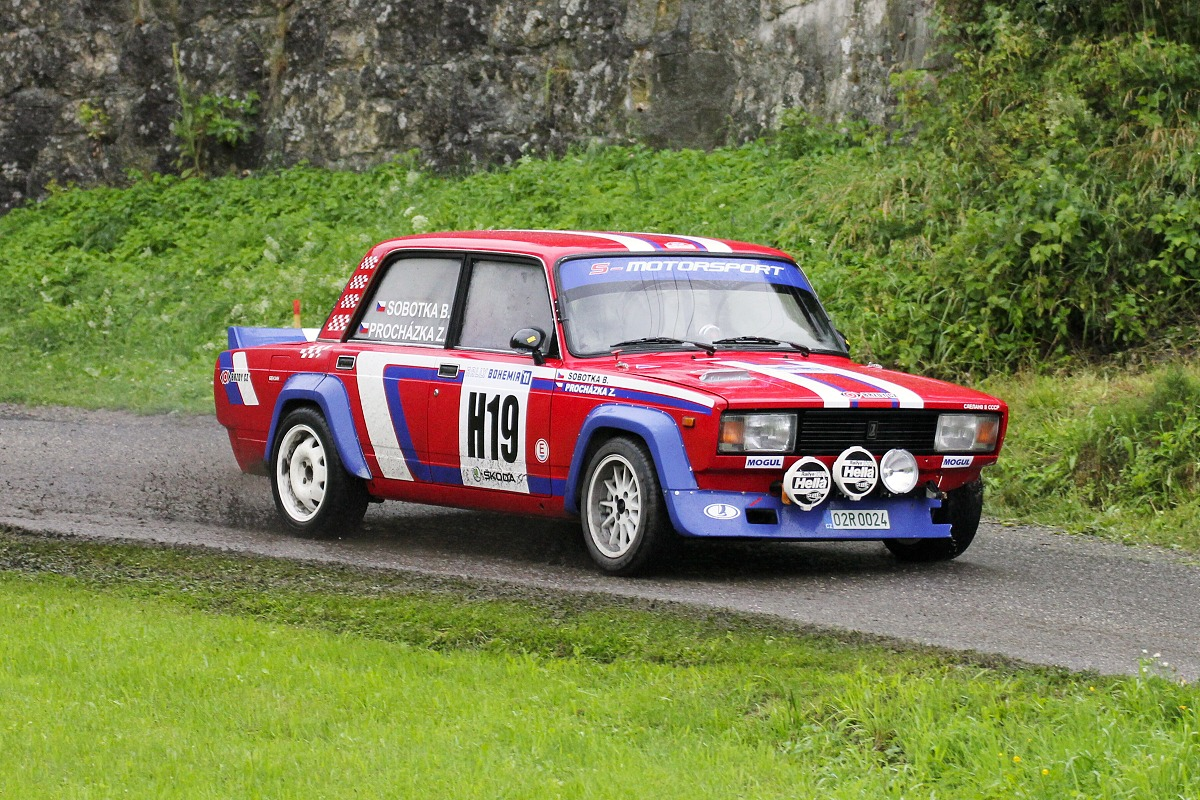
Раллийный автомобиль ВАЗ 2105 с установленными фарами Hella

Подразделения по состоянию на 2023 год:
- освещение — разработка и производство автомобильной светотехники, включая фары, боковые и задние фонари, внутреннее освещение; 48 % выручки;
- электроника — разработка и производство автомобильной электроники, включая системы управления освещением и электропитанием, датчики и актуаторы; 39 % выручки;
- решения для жизненного цикла — поставки запчастей, осветительные системы для спецтехники, автобусов и трейлеров, строительной и сельскохозяйственной техники, других применений; 13 % выручки.

Выручка компании или за 2023 год составила 8 млрд евро, из них 58 пришлось на Европу, 20 % — на Америку, 22 % — на Азию и другие регионы.